# Нижегородский кадетский корпус имени В. Ф. Маргелова
Нижегородский кадетский корпус Приволжского федерального округа им. генерала армии Маргелова В. Ф. (НКК) — государственное бюджетное общеобразовательное учреждение с дополнительными образовательными программами, направленными на проведение военной подготовки несовершеннолетних граждан, находится в ведении Министерства образования Нижегородской области. Расположен на базе расформированного авиационного полка ПВО в Нижегородской области. Основан в 2001 году. Продолжительность обучения — 5 лет. Профиль — воздушно-десантный.

## История кадетского движения в области
До революции в Нижнем Новгороде находился один из первых и самых известных в России Нижегородский графа Аракчеева кадетский корпус, который был закрыт в 1918 году. За 84 года кадетский корпус выпустил многих известных по своей мирной и научной деятельности людей, среди них Петр Николаевич Нестеров, выдающийся русский военный лётчик.
В 1944 году в разгар Великой Отечественной войны было создано Горьковское суворовское военное училище, просуществовавшее в городе Горьком до 1956 года, передислоцировано в г. Москву, и переименовано в Московское Суворовское военное училище. За период своего существования с 1944 по 1956 годы Горьковское СВУ сделало 8 выпусков.
Новым витком в деле возрождения славных традиций воспитания юношества любовью к Родине и готовности к её вооружённой защите стала работа Андрея Шалаева — гвардии полковника запаса, разведчика-десантника в годы войны в Афганистане, награждённого медалями «За отвагу» и «За боевые заслуги». После Афганистана в 1985 году он создаёт военно-патриотический клуб «Десантник». Городской администрацией было выделено в пользование здание по адресу: Нижний Новгород, Б. Печёрская, д.21 в котором и развернулась работа с подрастающим поколением.
Весной 1995 года по инициативе директора ВПК «Десантник» Андрея Шалаева и при содействии администрации Нижегородского района на базе клуба и общеобразовательной кадетской школы № 4 был открыт первый в Нижегородской области кадетский класс, через год школа была переименована в кадетскую школу № 4 (Нижегородский кадетский корпус). Руководитель клуба Андрей Шалаев обратился к командованию отдельной бригады оперативного назначения Приволжского округа внутренних войск с просьбой о помощи проведения военной подготовки на базе расположения части. Среди офицеров и прапорщиков, ставшими первыми нештатными инструкторами был заместитель командира группы спецназа старший лейтенант Игорь Гуров. В марте 1996 года недалеко от площади Минутка в городе Грозном он был смертельно ранен. За мужество и героизм, проявленные при выполнении специального задания, указом Президента Российской Федерации от 18 ноября 1996 года старшему лейтенанту Гурову Игорю Владимировичу присвоено звание Героя Российской Федерации посмертно, а кадетская школа № 4 стала носить его имя. В память о 10 офицерах и прапорщиках в кадетской школе была открыта стена памяти.
В 2000 году по инициативе Андрея Шалаева был разработан план по открытию в Нижегородской области кадетского корпуса с постоянным размещением. В этот момент под расформирование попадает 786 истребительно-авиационный полк ПВО в/ч 36648 (Истомино), на базе которого Указом Губернатора Нижегородской области № 3 от 15 июня 2001 года была создана Нижегородская Кадетская школа-интернат. Основатель и первый начальник Нижегородской кадетской школы интерната имени генерала армии Маргелова В. Ф. Андрей Александрович Шалаев. В 2001 году был осуществлён первый набор трёхсот воспитанников. В 2002 году кадетская школа-интернат награждена личным штандартом командующего ВДВ генерал-полковника Шпака Г. И. С 2015 года учреждение именуется «Нижегородский кадетский корпус Приволжского федерального округа имени генерала армии Маргелова В. Ф.»

### Традиции НКК
Помимо общего среднего образования в кадетском корпусе воспитанники проходят углубленную военную подготовку, которая носит воздушно-десантную направленность. Воспитанники заведения совершают прыжки с парашютом и имеют возможность получить дополнительное образование по парашютному спорту, стрельбе и другим видам спорта. Также с 1994 года сложились крепкие традиции в проведение ежегодных мероприятий: лыжные переходы и квалификационная сдача на голубой берёт. За время существования кадетского корпуса сотни ребят прошли обучение в местах постоянной дислокации различных воинских подразделений (Иваново, Тула, Кубинка, Псков). Ежегодные лыжные переходы были проведены более 20 раз по местам памяти и сражений Великой Отечественной войны. В феврале 2002 года был совершён лыжный переход по маршруту: Нижний Новгород — Вязьма, в честь 60-летия высадки десанта под Вязьмой. В феврале 2004 года проведён лыжный переход Псков — Москва, посвящённый 60-летию освобождения Республики Беларусь от немецко-фашистской оккупации. В 2005 году был совершён лыжный переход по маршруту Нижний Новгород — Москва — Вязьма — Орша — Минск — Брест, протяжённостью 986 километров, проходящему по местам боевых сражений. В нём приняли участие учащиеся Минского суворовского училища. В феврале 2015 года под руководством Андрея Шалаева был проведён очередной, юбилейный лыжный переход Москва — Кричев — Брест с остановкой в Славгороде, где находится захоронение павших воинов нижегородской дивизии. В лыжном переходе приняли участие воспитанники саратовских и нижегородских клубов, Горского кадетского корпуса Республики Ингушетия, Нижегородского кадетского корпуса им. Маргелова.
На базе кадетского корпуса ежегодно с 1994 года проводятся квалификационные испытания на право ношения голубого берета. Данный вид испытаний для желающих воспитанников даёт право показать выносливость, способности и знания военного дела, а также проявить себя в рукопашном бою. Участие в данных испытаниях принимают различные военно-патриотические клубы и кадетские классы Нижегородской области.

## Общие сведения
Сегодня работают два учебных заведения с похожими названиями: Нижегородская кадетская школа им. Гурова и Нижегородский кадетский корпус им. Маргелова.
Нижегородская кадетская школа им. Гурова расположена по адресу: Нижний Новгород, Сухопутная улица, дом 2. Набор осуществляется с 5 класса. Есть различные формы обучения (с проживанием и без).
Нижегородский кадетский корпус им. Маргелова располагается на базе расформированного авиационного полка ПВО в д. Истомино Балахнинского района, имеет своё знамя, герб, девиз («Без лести — предан»). Занимает территорию 9,9754 Га, на которой эксплуатируются здания и сооружения бывшего авиаполка: спальный корпус (3 этажа) со спальными помещениями, учебный корпус (3 этажа) который оснащён современным оборудованием, клуб (отдельно стоящее здание), столовая, санитарная часть и универсальный спортивно-игровой зал. В сентябре 2017 года в строй было введено новое здание жилого корпуса, стадион, парашютная вышка, воздушно-десантный городок и автодром. Образовательный процесс осуществляется с учётом дополнительных образовательных программ по подготовке к служению Отечеству на поприще государственной и муниципальной службы и в соответствии с уровнями основных общеобразовательных программ. Структура дополнительного образования в учреждении предусматривает обязательные занятия по военной подготовке на каждом курсе, а также занятия в кружках и секциях по интересам. Несколько лет подряд было организовано прохождение лётной подготовки, десятки воспитанников были допущены к полётам и совершили свой первый в жизни тренировочный вылет на самолётах Як-18 и Як-52.
Кадетский корпус носит имя легендарного командующего Воздушно-десантными войсками Василия Маргелова. Его сын, Александр Маргелов не раз посещал корпус, встречался с кадетами и передал в музей кадетского корпуса некоторые экспонаты.
В апреле 2004 года ночью в спальном корпусе произошло возгорание, выгорел целый этаж. Виновником пожара стал 28-летний воспитатель, который курил в состоянии алкогольного опьянения. Все воспитанники были благополучно эвакуированы, воспитатель погиб.
В сентябре 2017 года воспитанник кадетского корпуса скончался, получив отравление газом.

### Начальники корпуса
- 2001—2004 — Шалаев Андрей Александрович, основатель и первый начальник Нижегородской кадетского корпуса имени генерала армии Маргелова В. Ф.
- 2004—2011 — Крылович Михаил Федосиевич
- 2011—2017 — Козлов Валерий Павлович
- 2017—2020 — Лузин Сергей Михайлович
- 2021— н.в. — Попов Юрий Леонидович

В сентябре 2004 года Министерство образования Нижегородской области отказалось продлевать контракт с основателем и начальником кадетского корпуса предложив должность первого заместителя начальника. Вновь назначенный начальник Михаил Крылович на заявлении о приёме на должность первого заместителя кадетского корпуса написал: «Отказать, по морально-деловым качествам А.Шалаев должность занимать не может». В результате судебного разбирательства Андрей Шалаев был восстановлен в должности первого заместителя весной 2005 года, но занимать её отказался. Решение об отставке начальника спровоцировало целую волну недовольства со стороны воспитанников. Выпускной курс заблокировав двери на верхний этаж устроил забастовку, потребовал вызвать на переговоры Министра образования Нижегородской области Сергея Наумова. Многие из воспитанников воспользовались плакатами и кричали с заблокированного 4 этажа спального корпуса: «Шалаев — наш батя! Без него мы — сироты!».

### Выпускники
С 1994 года было произведено 27 выпусков, общей численностью более 2000 человек из более 55 регионов России, большая часть которых продолжила обучение в училищах силовых структур. Выпускники проходили службу в горячих точках, принимали участие в боевых действиях, многие награждены высшими государственными наградами.
- Ягидаров, Денис Сергеевич (17.03.1984 — 23.03.2022) — офицер Воздушно-десантных войск Российской Федерации, майор, Герой Российской Федерации (посмертно)

## Награды и достижения
- В феврале 2002 года кадетская школа-интернат награждена личным штандартом командующего ВДВ генерал-полковника Шпак Г.И[23].
- 2007 год — Нижегородская кадетская школа-интернат имени генерала армии В. Ф. Маргелова награждена медалью «За полезное»[24].
- 21 декабря 2015 года образовательному учреждению вручено знамя со знаменной лентой кадетского корпуса Приволжского федерального округа[25].
- 1-е место в турнире по футболу среди дворовых команд в честь Героя Советского Союза А. М. Кузнецова (2004)
- 1-е место в прикладных видах и КСУ на II Всероссийский слёт кадетских классов и корпусов (2006)
- 1-е место в Кубке памяти В. Ф. Маргелова, бокс (2008)
- 1-е место на Международных сборах и соревнованиях по военно-прикладному многоборью среди военно-спортивных организаций стран участниц ОДКБ (2010)
- 1-е место на Международный сборе молодёжных военно-спортивных организаций «СОЮЗ-2012 — НАСЛЕДНИКИ ПОБЕДЫ»

Воспитанники кадетского корпуса неоднократно становились призёрами различных спортивных соревнований, школьных олимпиад по общеобразовательным предметам и музыкальных конкурсов.

## Памятники и памятные места
- 15 июня 2002 года в день годовщины кадетского корпуса, на территории был открыт памятник В. Ф. Маргелову и воинам десантникам Нижегородской области погибшим при исполнении воинского долга. Памятник изготовлен руками воспитанников корпуса.
- К 63-й годовщине 786 ИАП (2005 г.) на территории аэродрома был заново установлен памятник погибшим во время ВОВ героям-авиаторам 786 и 423 истребительных полков ПВО[26].